# Kościół mennonicki w Jeziorze
Kościół mennonicki w Jeziorze – nieużytkowana świątynia mennonitów w miejscowości Jezioro.

## Historia
Pierwsi osadnicy mennoniccy przybyli w okolice Jeziora w 1580. Obecny kościół wzniesiony został w 1899. W pobliżu znajduje się cmentarz mennonicki z XVIII wieku. Po wysiedleniu z Żuław w 1945 ludności mennonickiej uznanej przez władze za niemiecką zamarło w Jeziorze życie religijne mennonitów. Ich świątynia pełniła później funkcję magazynu zbożowego. Obecnie jest niezagospodarowana. Zgodnie z zapowiedzią opublikowaną na witrynie Starostwa Powiatowego w Elblągu, obiekt czeka na adaptację na cele muzealne.

## Architektura
Kościół został wzniesiony w stylu neogotyckim. Jest to budowla jednonawowa.